# Kelly Bailey
Kelly Bailey es un personaje de ficción de Misfits, interpretado por Lauren Socha. Kelly apareció en el primer episodio de la serie, y el 3 de mayo de 2012 se anunció que fue despedida de la serie por insultar a un taxista, por lo que su última aparición fue en el Episodio 8 de la tercera temporada.
Kelly fue condenada a  Servicios comunitarios por una pelea que tuvo en una discoteca. Es la primera en descubrir que tiene poderes, a causa del rayo que afecta al grupo de jóvenes y a toda la ciudad. Su poder es leer mentes.
Gracias a su interpretación, Lauren Socha ha ganado un BAFTA.
- Datos: Q6385934